# (819) Barnardiana
(819) Barnardiana es un asteroide perteneciente al cinturón de asteroides descubierto el 3 de marzo de 1916 por Maximilian Franz Wolf desde el observatorio de Heidelberg-Königstuhl, Alemania.
Está nombrado en honor del astrónomo estadounidense Edward Emerson Barnard (1857-1923).
Barnardiana forma parte de la familia asteroidal de Flora.